# Tourdion
O tordion (ou tordion) (palavra derivada do verbo francês "tordre" / torcer) é uma dança viva, de natureza similar à galharda e popular no meio do século XV na corte da Borgonha até ao fim do século XVI em todo o reino da França. O baile era com frequência acompanhado por basse dance, devido aos seus tempos contrastantes. também se bailava juntamente com a pavana, a allemande e a courante, também em pares.
Em ritmo ternário, o tordion é descrito como sendo "mais rápida e suave" em comparação com a galharda. Pierre Attaignant popularizou o tourdion na sua publicação com uma coleccão de danças em 1530, contendo um famoso tourdion sobre uma melodia intitulada "La Magdalena", conservada hoje na obra "The Attaingnant Dance Prints".. Mais tarde, "La Magdalena" sofreu um arranjo para dar origem a uma composição a quatro vozes, chamada "Quand je bois du vin clairet", criada por um compositor anónimo. Thoinot Arbeau posteriormente recompilou informação sobre o tourdion na obra Orchesographie, publicado em 1589.

## Exemplos
Extracto da letra
Cantus:
Quand je bois du vin clairet
Ami tout tourne, tourne, tourne, tourne.
Aussi désormais je bois Anjou ou Arbois.
Chantons et buvons, à ce flacon faisons la guerre,
Chantons et buvons, les amis, buvons donc!
Altus:
Le bon vin nous a rendu gais,
chantons oublions nos peines, chantons.
Tenor:
Buvons bien, là buvons donc
A ce flacon faisons la guerre.
Buvons bien, là buvons donc
Ami, trinquons, gaiement chantons.
Bassus:
Buvons bien, buvons mes amis,
trinquons, buvons vidons nos verres.
Buvons bien, buvons mes amis,
trinquons, buvons gaiement chantons.
Altus, Tenor & Bassus:
En mangeant d'un gras jambon,
à ce flacon faisons la guerre!